# Kalmar FF
El Kalmar Fotbollsförening, també anomenat Kalmar FF, Kalmar o KFF, és un club de futbol suec de la ciutat de Kalmar. Disputa els seus partits al Guldfågeln Arena.

## Història

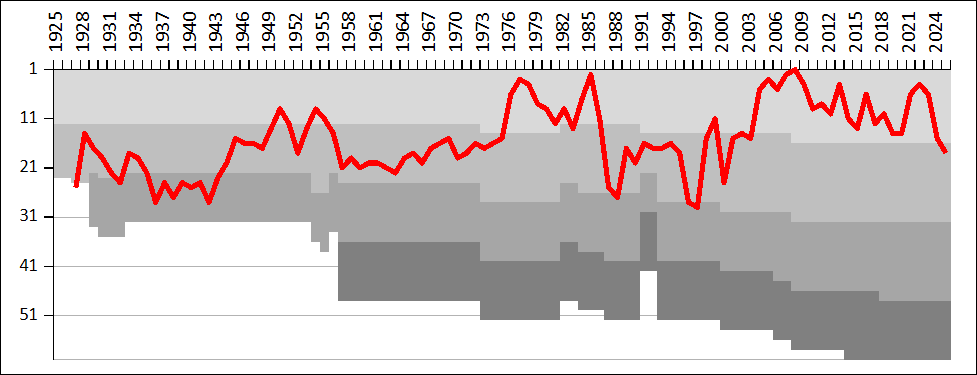
Gràfica del progrés de Kalmar FF a la lliga sueca.

El club va néixer l'any 1910 amb el nom IF Göta, passant el 1912 a anomenar-se IF Gothia. El 1918 IF Gothia i Kamraterna es fusionaren en Kalmar Idrotts Sällskap, mentre que Kalmar IK es fusionà amb Falken formant Kalmar AIK. El 1927 Kalmar Idrotts Sällskap canvià el nom per Kalmar FF. El seu major títol fou la lliga sueca guanyada l'any 2008. A més, el club també ha guanyat tres copes els anys 1981, 1987 i 2007.

## Palmarès
- Lliga sueca de futbol: 
  - 2008

- Copa sueca de futbol: 
  - 1980-81, 1986-87, 2007

- Supercopa sueca de futbol:
  - 2009

## Futbolistes destacats
Números retirats:
- 8 - Henrik Rydström, centrecampista (1993-2013)
- 15 - Johny Erlandsson, centrecampista (1973-1988)